# Italo Mereu
Italo Mereu (Lanusei, 22 febbraio 1921 – Firenze, 17 gennaio 2009) è stato un giurista italiano.

## Biografia
Italo Mereu ha svolto lungamente l'attività di docente universitario di Storia del diritto italiano presso l'Università di Ferrara, l'Università Carlo Cattaneo di Castellanza, nonché presso l'Università Luiss Guido Carli di Roma.
Le sue riflessioni sono state diffuse anche sui maggiori quotidiani nazionali, in particolare il Corriere della Sera, La Stampa, Repubblica ed Il Sole 24 ore, in cui si firmava Merit.

## Attività scientifica e impegno civile
Studioso di formazione liberale, ha caratterizzato la propria attività scientifica per un alto impegno civile, ponendosi quale fiero avversario del metodo inquisitorio e di ogni volto del diritto e della procedura penale che fosse irrispettoso della persona umana.
I suoi interventi, anche a mezzo della stampa quotidiana, hanno contribuito, anche in anni travagliati della storia d'Italia, a riaffermare la necessità di limitare al massimo il ricorso alle legislazione speciale per reprimere fenomeni quali il terrorismo e la criminalità organizzata, riaffermando a chiare lettere la centralità dei principi costituzionali.
I suoi testi rappresentano un ineliminabile riferimento per quanti intendano ripercorrere le tappe storiche che hanno condotto alla moderna procedura penale e criticarne, ripercorrendone le tappe evolutive, le imperfezioni attuali.
La riflessione lucida dell'autore ha intersecato tematiche complesse: celebri le sue analisi sulla pena di morte, di cui si è dichiarato fiero avversario argomentando con perizia le proprie tesi in uno dei suoi testi più celebri anche di là dalla cerchia dei cultori delle discipline giuridiche (La morte come pena). L'opera citata porge a quanti intendano approfondire la tematica della pena capitale una gran mole di materiale storico su cui articolare la propria riflessione, superando la dimensione superficiale degli schieramenti istintivamente pro e contro con cui il tema viene ciclicamente riproposto dai mezzi di comunicazione di massa.
In Storia dell'intolleranza in Europa, l'Autore affronta pagine particolarmente delicate della storia d'Europa, della Chiesa in particolare, mantenendo sempre un rigoroso metodo di esplorazione.
Aveva denunciato il trattamento subìto da Enzo Tortora e si batté per la riforma del processo penale.

## Opere
- Storia del diritto penale del '500, Napoli 1961.
- Colpa=colpevolezza, Bologna 1967.
- Giuseppe Compagnoni, primo costituzionalista d'Europa.
- La morte come pena, Donzelli editore, la prima ed. data 1982.
- La pena di morte a Milano nel secolo di Beccaria. Neri Pozza editore, 1988
- La giustizia ingiusta - Saggio sulla violenza legale (1994).
- Storia dell'intolleranza in Europa. Sospettare e punire, Bompiani editore, Milano. 1ª edizione Arnoldo Mondadori Editore, Collezione Saggi, 1979.